# دايفيد ليندغرين
دايفيد ليندغرين (بالسويدية: David Lindgren)‏ (و. 1982  م) هو مغني سويدي.

## روابط خارجية
- دايفيد ليندغرين على موقع IMDb (الإنجليزية)
- دايفيد ليندغرين على موقع ميوزك برينز (الإنجليزية)
- دايفيد ليندغرين على موقع أول ميوزيك (الإنجليزية)
- دايفيد ليندغرين على موقع ديسكوغز (الإنجليزية)
- دايفيد ليندغرين على موقع قاعدة بيانات الفيلم (الإنجليزية)